# Mycogone calospora
Mycogone calospora är en svampart som först beskrevs av Petter Adolf Karsten, och fick sitt nu gällande namn av Franz Xaver von Höhnel 1923. Mycogone calospora ingår i släktet Mycogone och familjen Hypocreaceae.   Inga underarter finns listade i Catalogue of Life.